# Protium fragrans
Protium fragrans är en tvåhjärtbladig växtart som först beskrevs av Joseph Nelson Rose, och fick sitt nu gällande namn av Ignatz Urban. Protium fragrans ingår i släktet Protium och familjen Burseraceae. Inga underarter finns listade i Catalogue of Life.